# Oxyphlaeobella
Oxyphlaeobella is een geslacht van rechtvleugeligen uit de familie veldsprinkhanen (Acrididae). De wetenschappelijke naam van dit geslacht is voor het eerst geldig gepubliceerd in 1941 door Ramme.

## Soorten
Het geslacht Oxyphlaeobella omvat de volgende soorten:
- Oxyphlaeobella kongtumensis Mishchenko & Storozhenko, 1990
- Oxyphlaeobella rugosa Ramme, 1941